# حسنیه عثمان
حُسنیه عثمان زادهٔ سال ۱۳۴۰ خورشیدی شاعر و گویندهٔ افغانستانی است. وی در آغاز کارش گویندهٔ اخبار فارسی دری رادیو تلویزیون ملی افغانستان بود. هم‌اکنون وی شاعر و گویندهٔ برون مرزی کشور افغانستان می‌باشد. وی اکثراً اشعار میهنی سروده و خود آن را دکلمه نموده‌است؛ که تعداد آن بیشمار می‌باشد. او اکنون پر شهرت‌ترین خانم شاعر است که اشعار خود و دیگران را با آواز رسایش خود دکلمه می‌نماید.

## زندگی‌نامه
حسنیه عثمان در یک خانوادهٔ روشنفکر در کابل به دنیا آمد. تحصیلات ابتدایی، و متوسطه و عالی را در لیسهٔ ملالی فراگرفت و شامل دانشگاه طب کابل گردید. وی از سال ۱۳۵۸–۱۳۵۹ در کنار تحصیل در رشتهٔ طب معالجوی (بالینی)، به‌حیث روزنامه‌نگار و گویندهٔ اخبار فارسی دری در رادیو تلویزیون ملی افغانستان ایفای وظیفه می‌نمود. در نیمهٔ سال ۱۳۵۹ غرض ادامهٔ تحصیلات بیشتر در رشتهٔ پزشکی (طب معالجوی (بالینی))، در شهر مسکو مقیم گردید. دکتر حسنیه عثمان در کنار تحصیلات برای مدت کوتاهی با برنامهٔ فارسی‌دری رادیوی مسکو همکاری داشت. حسنیه عثمان، در سال ۱۳۶۵ با اخذ دیپلم پزشکی، به کابل عودت کرده و به درمانگاه ولادی [شفاخانهٔ] ملالی، به‌عنوان دکتر نسایی و ولادی، شامل وظیفه شد. در کنار وظیفه همکار با رادیو تلویزیون ملی افغانستان بود.
دکتر حسنیه عثمان داود در سال ۱۳۶۹ به کشور هند رفته و در شفاخانهٔ جسلوگ بمبئی هند به وظیفهٔ طبابت ادامه داد و از آن پس در خارج از کشور، اکثراً مشغول کار و وظایف مربوط به رشته‌اش می‌باشد. وی از سال ۱۳۷۶ بدینسو در ایالت کالیفرنیا آمریکا مقیم گشت؛ و درین سال‌ها آغاز به سرودن شعر نمود. دکتر حسنیه عثمان داود به اساس شناخت و شهرت که در جامعهٔ افغانستان دارد بیشتر با مسائل داخل مملکت درگیر و درتماس می‌باشد و اشعار وی اکثراً میهنی و عاطفی است. حسنیه عثمان با داوود ازدواج نموده و ثمرهٔ آن دو پسر به‌نام‌های سام و ویس ابراهیم خیل می‌باشد. او اکنون مجموعهٔ اشعارش را زیر دست دارد که به‌نام بهانه نام گذاشته‌است. یک نمونه از اشعار حسنیه به شما نگاشته می‌شود:
هم نفس!!!
- هم نفس باز ترا می‌خواهم
- بی تو اما امروز،

- بغض هر خاطره‌ام در دل دریا ترکید** و از آن عرش بلند، آبشاری شد و برمن غلطید**

با تو از پنجرهٔ نور وامید، قصه‌ها شهرک رؤیا می‌گشت ***
و نفس‌های تو در گوش من، هستی بیشک فردا می‌گشت ***
لغزشم را تو ببخش، که به پیشت اینک وعده‌ام حرفک بی ایمان است **
آبشار غم من، بی تو اما امشب، **گریهٔ روح من گریان است **
شهرک بی‌خبر از خانهٔ نور، در پس پنجرهٔ بستهٔ من، از غمت توفان است ***
در خیالم اما! ***با همان خاطرهٔ بودن تو، آرزویست که من می‌مانم ***
و نفس‌های ترا تاکه منم در بناگوش خودم می‌خواهم ***
اینقدر می‌دانم ***
۱۸ نوامبر ***
حسنیه عثمان داود، ***
کالیفرنیا ***

## سروده‌های حسنیه عثمان
فریاد سروده حسنیه عثمان
| در خلوتِ خمو شیِ غمها غنوده‌ایم   |  | خورشید را زصفحهٔ فردا زدوده‌ایم      |
| بر دفتر ضمیرو زمان مهر بسته‌ایم |  | یک خامه درمصیبت دنیا نسوده‌ایم      |
| فریادها شکسته و زنجیرها بپا    |  | جزبسته‌ای به میلهٔ زندان نبوده‌ایم    |
| ساحل ندید زورق گمگشته را به ره |  | گرداب- حلقه برتن و دریا -ربوده‌ایم  |
| بر آسمان آبی امیدهای دور       |  | بیهوده دیده دوخته انگار هوده‌ایم    |
| از هر کرانه دایر؟ دشمنان بلند  |  | این پرده را به سیر و تماشاگشوده‌ایم |

سایه سپیدار
|                                   |  |                                 |
| مرا چه می‌شود امروز حال من زار است |  | گلوی خفه من رفته در دم دار است  |
| ز ناامیدی دیدار توبه هرسرکی       |  | صدای چرخش ارابه‌ها عزادار است    |
| مرا چه می‌شود اینبار ای عزیز دلم   |  | که جاده‌های غمم سایـ؟ سپیداراست  |
| زاتش تب لبهای داغ سوخته‌ام         |  | درخت سوگ جدایی همیشه پربار است  |
| برای گریه بغضم بهانه می‌جویم       |  | که روز روشن شهرم دگر شب تار است |